# Страховий сертифікат
Страховий сертифікат (англ. Insurance Certificate) — документ, що підтверджує страхування окремого вантажного відправлення
Іноді до договору страхування може прикладатися доповнення — адендум.